# Gérard Porte

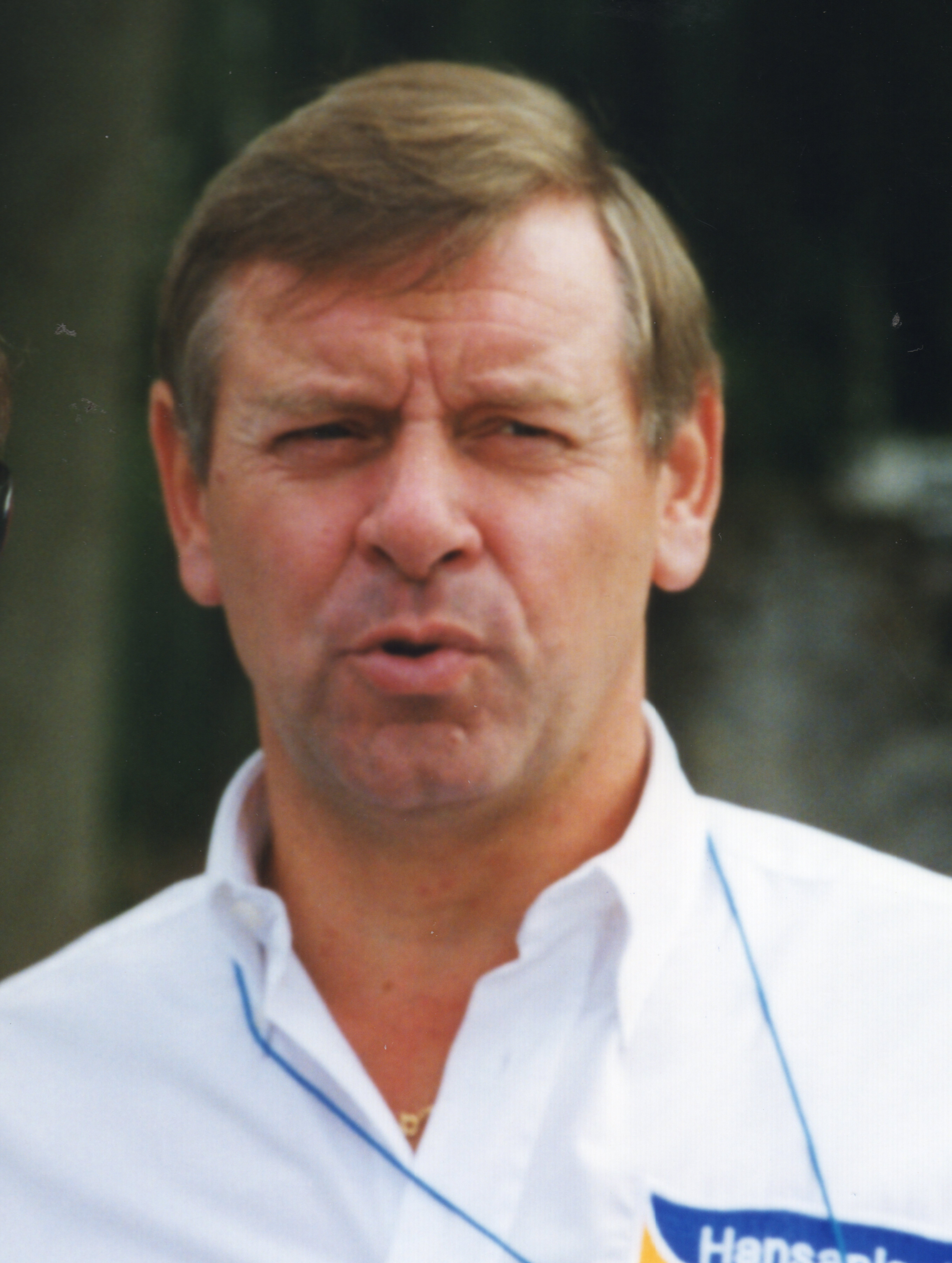
Gérard Porte

Gérard Porte (* Dezember 1950) ist ein französischer Arzt, der über 30 Jahre lang als leitender Mediziner der Tour de France und anderer großer französischer Radrennen wie dem Critérium International, der Tour de l’Avenir und Paris–Nizza tätig war und dadurch internationale Bekanntheit erlangte.

## Leben
Geboren und aufgewachsen nahe Reims in der französischen Champagne, begann Gérard Porte nach seinem Abitur ein Medizinstudium in Paris. Im Jahr 1971 bewarb sich Porte, der in seiner Jugend selbst Rad fuhr, als Krankenpfleger für die 58. Austragung der Tour de France. Er arbeitete zunächst vier Jahre als Sanitäter und anschließend sechs Jahre als Assistenzarzt im etwa 30 Personen umfassenden medizinischen Betreuerstab der Tour de France.
Bei seiner elften Tour im Jahr 1981 war Porte erstmals als Chefarzt der Frankreichrundfahrt tätig und hatte diese Stelle bei allen Austragungen bis einschließlich 2010 inne. Zunehmend wurde er auch bei anderen französischen Radsportrennen mit der Leitung des medizinischen Personals beauftragt, darunter viele Austragungen der Tour de l’Avenir, des Critérium International, der Rundfahrt Paris–Nizza und des Eintagesrennens Paris–Tours. Porte verbrachte etwa 80 Tage im Jahr bei Rennveranstaltungen – hauptsächlich im Auftrag der Amaury Sport Organisation (ASO) – und arbeitete darüber hinaus in einer Sportklinik in Paris. Im Rahmen seiner Tätigkeit war er auch bei den tödlichen Stürzen der Radrennfahrer Fabio Casartelli und Andrei Kiwiljow während der Tour de France im Jahr 1995 beziehungsweise Paris–Nizza im Jahr 2003 vor Ort.
2009 wurden Portes zivile Verdienste mit der Ritterwürde der Ehrenlegion (Chevalier de la Légion d’Honneur) ausgezeichnet.
Nach Aufkündigung des Vertrags zwischen der ASO und dem medizinischen Dienstleister Mutuaide im Jahr 2010 beendete der Rennveranstalter die Beschäftigung Portes und seines Ärzte-Teams. Laut der französischen Presseagentur AFP warf der Mediziner der ASO und Mutuaide Vertragsbruch vor, da die mit Porte getroffene unbefristete Abmachung über eine Beschäftigung als leitender Arzt nicht angemessen aufgelöst worden sei.
Unter dem Titel Médecin du tour veröffentlichte Porte im Juni 2011 eine autobiografische Aufarbeitung seiner Zeit als Chefarzt der Tour de France.